# Cybotron
Cybotron ist ein für den Detroit-Techno- und Detroit-Electro der 1980er Jahre stilprägendes, US-amerikanisches Musikprojekt. Gegründet wurde es 1980 von Juan Atkins und Richard „3070“ Davis.

## Geschichte
Atkins und Davis lernten sich Ende der 1970er Jahre in der Musikklasse des Washtenaw Community College in Ann Arbor, Michigan, kennen. Geprägt von P-Funk, Kraftwerk und europäischem Synthiepop begannen sie, elektronische Musik zu produzieren. Die ersten zwei Singles Alleys Of Your Mind und Cosmic Cars erschienen 1981 und 1982 auf Atkins’ eigenem Label Deep Space Records. Sie wurden alleine in Detroit etwa zehn- bis fünfzehntausend Mal verkauft. Für das legendäre Debüt-Album Enter und folgende Singles konnte 1983 ein Plattenvertrag beim kalifornischen Label Fantasy Records unterzeichnet werden.
Das Duo trennte sich kurz darauf. Richard Davis tendierte zunehmend Richtung Rock- und Weltmusik und installierte mit John „Jon-5“ Houseley einen Gitarristen in der Band. Die letzte gemeinsame Single Techno City wurde 1984 veröffentlicht. 1985 gründete Juan Atkins das Label Metroplex und produzierte unter dem Pseudonym Model 500 weiterhin Electro und Techno. Davis übernahm das Projekt Cybotron im Alleingang und produzierte zwei weitere Alben und mehrere Singles.
2019 formierten sich Cybotron ohne Richard Davis neu. Seitdem besteht die Band aus Juan Atkins, Laurens von Oswald und dem Detroiter Tameko Williams aka DJ Maaco. Sie gaben in der Barbican Hall in London zum ersten Mal in der Bandgeschichte ein Livekonzert. 2020 traten Cybotron in Paris bei der Präsentation der Herbst-Winter-Kollektion von Louis Vuitton Men auf. 2023 erschien die Single Maintain The Golden Ratio auf dem Berliner Label Tresor Records. Im November 2024 folgte die 12" Parallel Shift.

## Diskografie (Auswahl)

### Alben
- 1983: Enter (Fantasy Records)
- 1993: Empathy (nur Richard Davis) (Fantasy Records)
- 1995: Cyber Ghetto (nur Richard Davis) (Fantasy Records)

### Singles
- 1981: Alleys of your Mind (Deep Space Records)
- 1982: Cosmic Cars (Deep Space Records)
- 1983: Clear (Fantasy Records)
- 1984: Techno City (Fantasy Records)
- 1985: R-9 (Fantasy Records)
- 1986: Eden (Fantasy Records)
- 1996: Cosmic Raindance (Fantasy Records)
- 2023: Maintain The Golden Ratio (Tresor)
- 2024: Parallel Shift (Tresor)